# Чижевичи (Солигорский район)
Чижевичи (бел. Чыжэвічы) — деревня в Солигорском районе Минской области Белоруссии. Входит в состав Чижевичского сельсовета. Население 250 человек (2009).

## История
До 1995 года деревня являлась административным центром Чижевичского сельсовета.

## География
Чижевичи примыкают с севера к Солигорску, фактически являясь его северным пригородом. Через деревню проходит дорога от Солигорска в направлении деревни Погост-2. 

### Гидрография
По восточной окраине деревни протекает небольшая река Рутка, впадающая в Солигорское водохранилище на реке Случь.

## Культура
- Церковно-исторический музей Слуцкой епархии при приходе храма Покрова Пресвятой Богородицы

## Достопримечательности
- Православный Свято-Покровский храм (ул. Центральная, 14а (литер 1Б1/д). Построен в 1808 году. Памятник архитектуры.  Историко-культурная ценность Республики Беларусь, шифр 612Г000536.

## Галерея

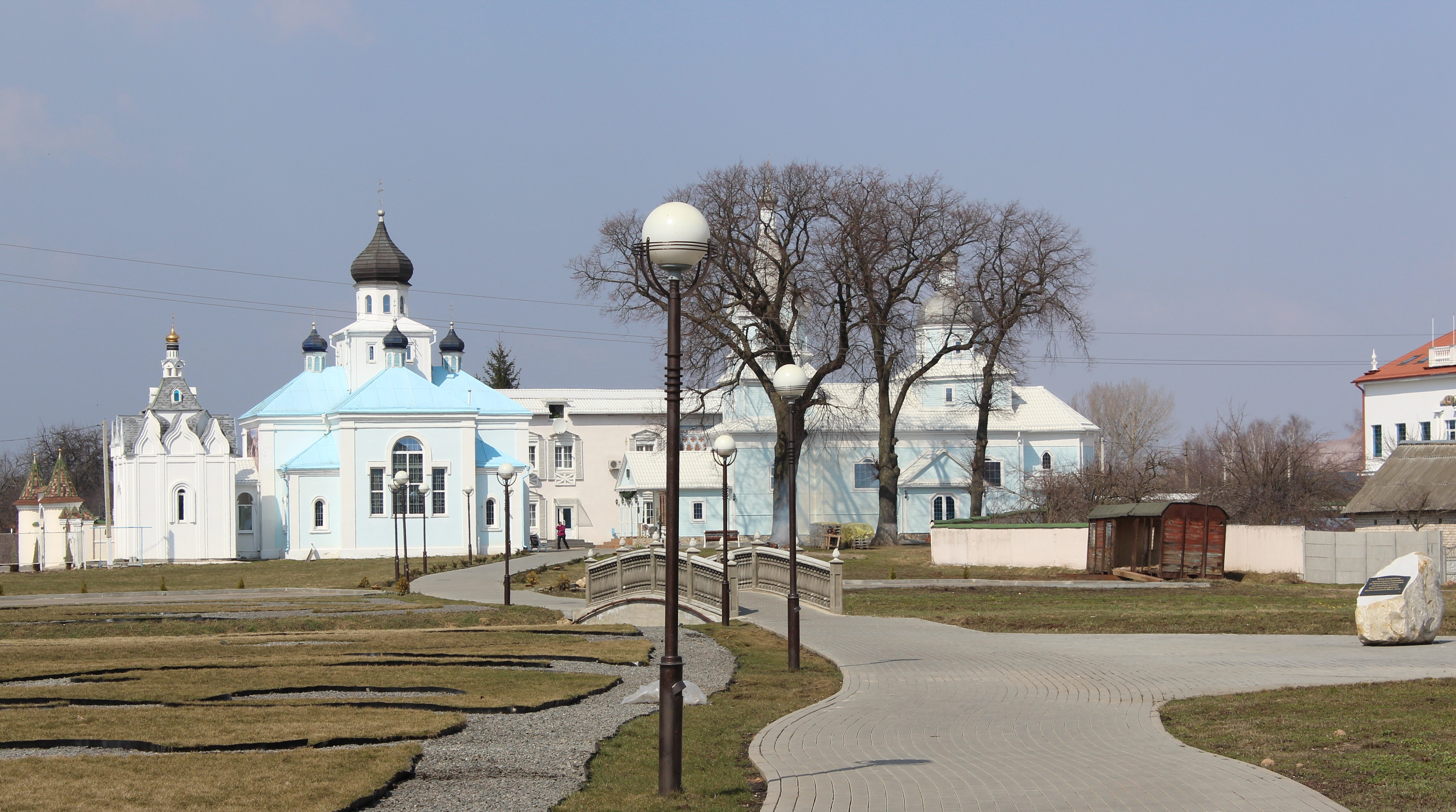
Свято-Покровский храм, панорамное фото
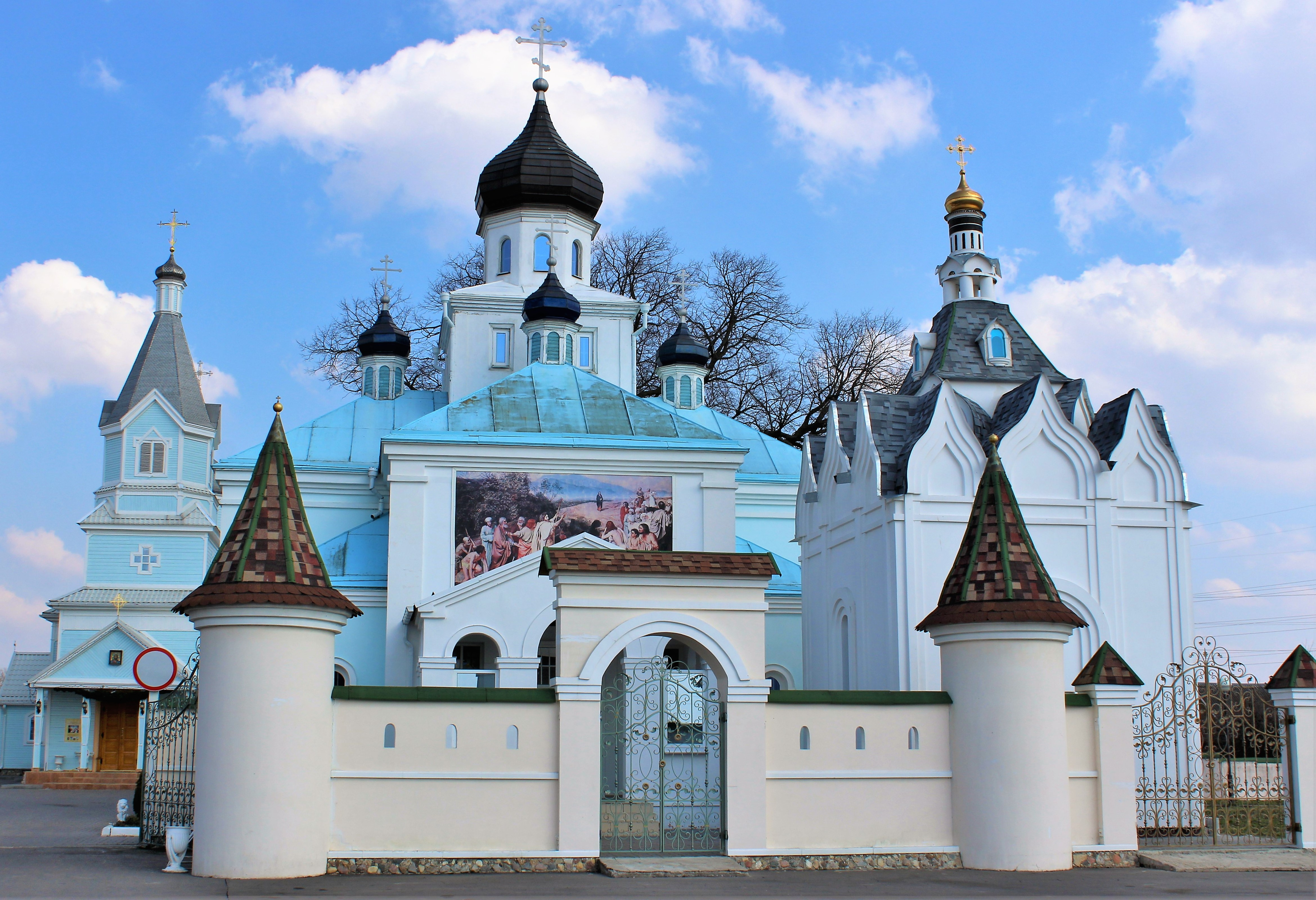
Свято-Покровская церковь
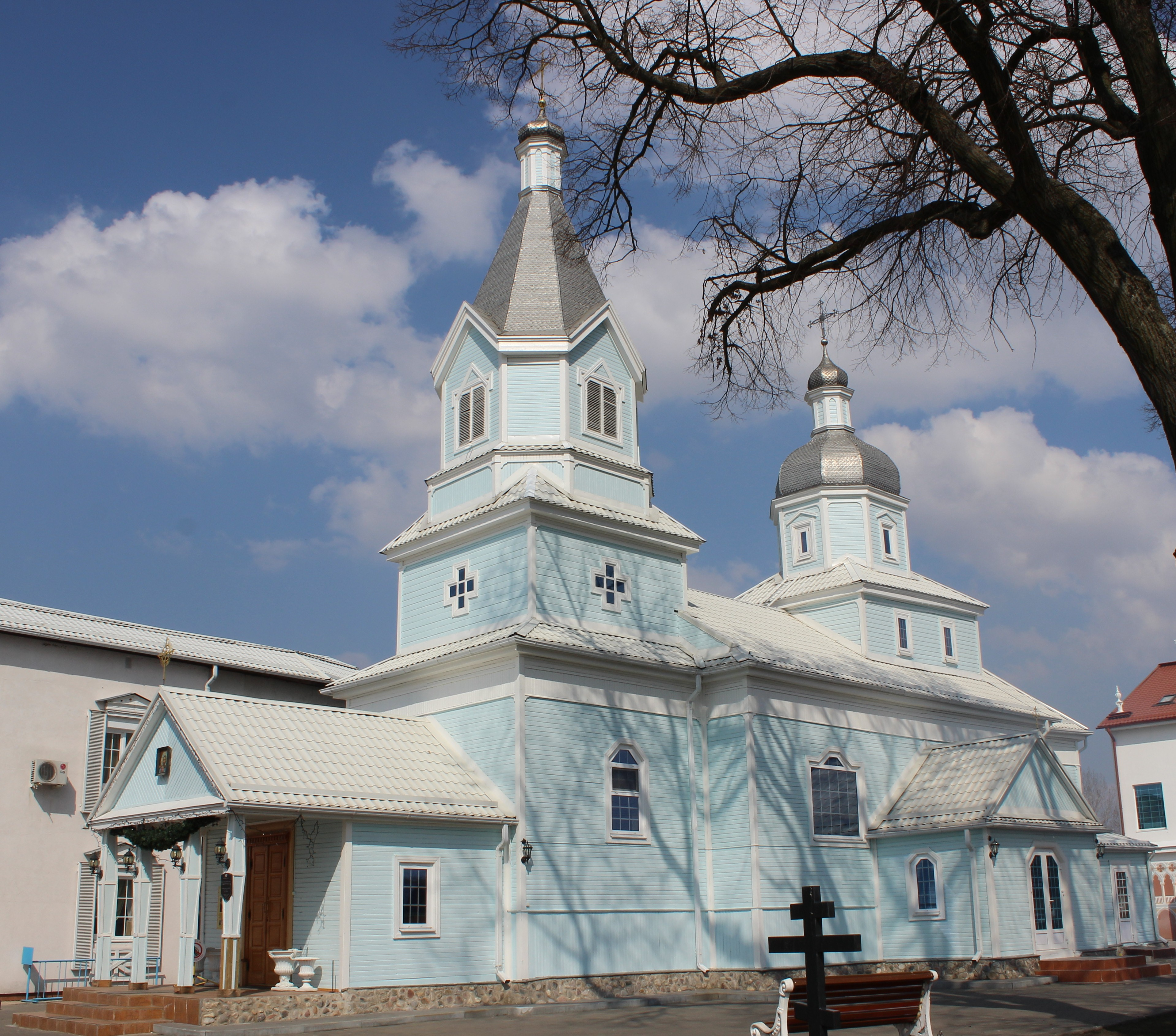
Свято-Покровский храм
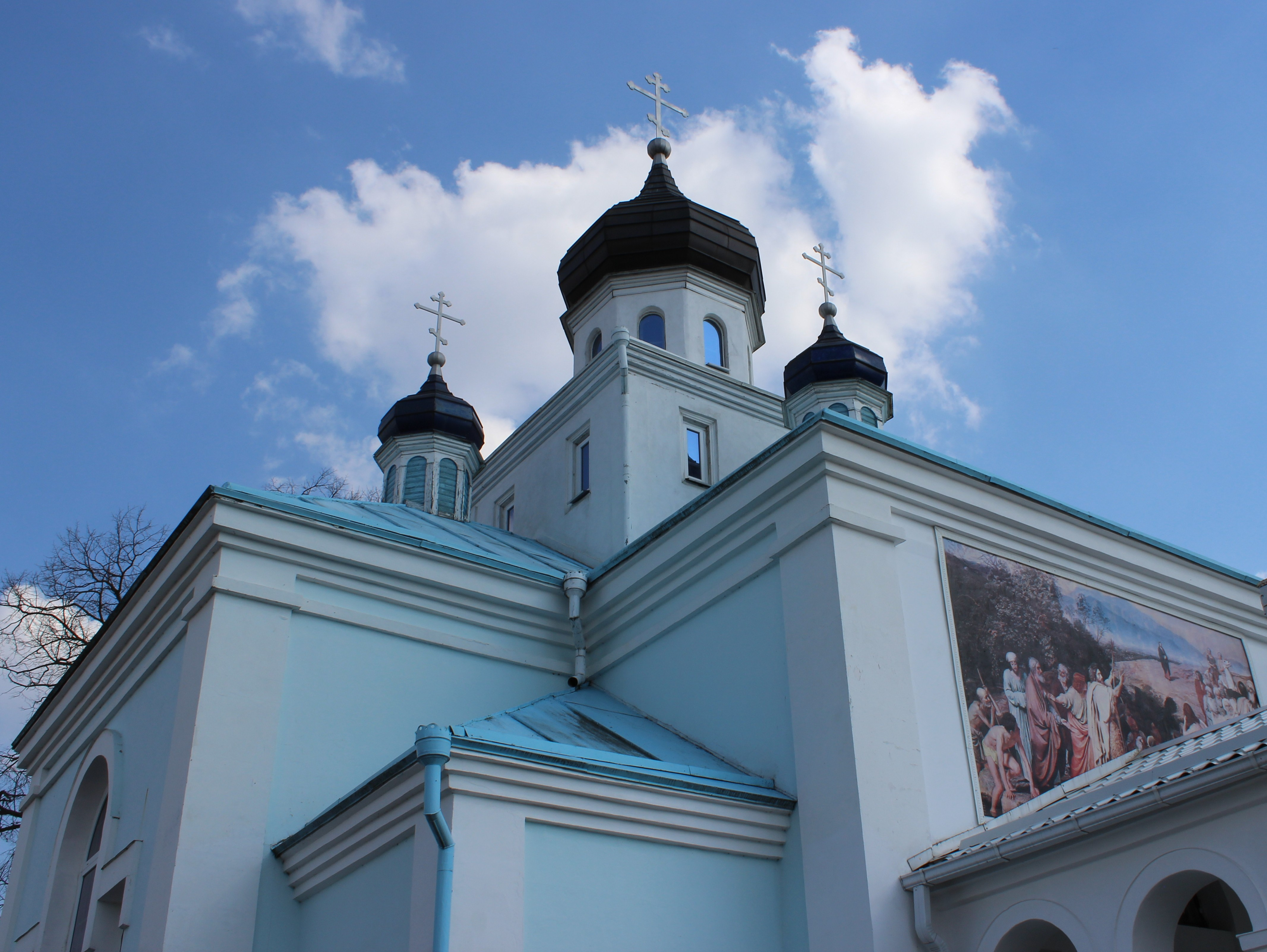
Фрагмент
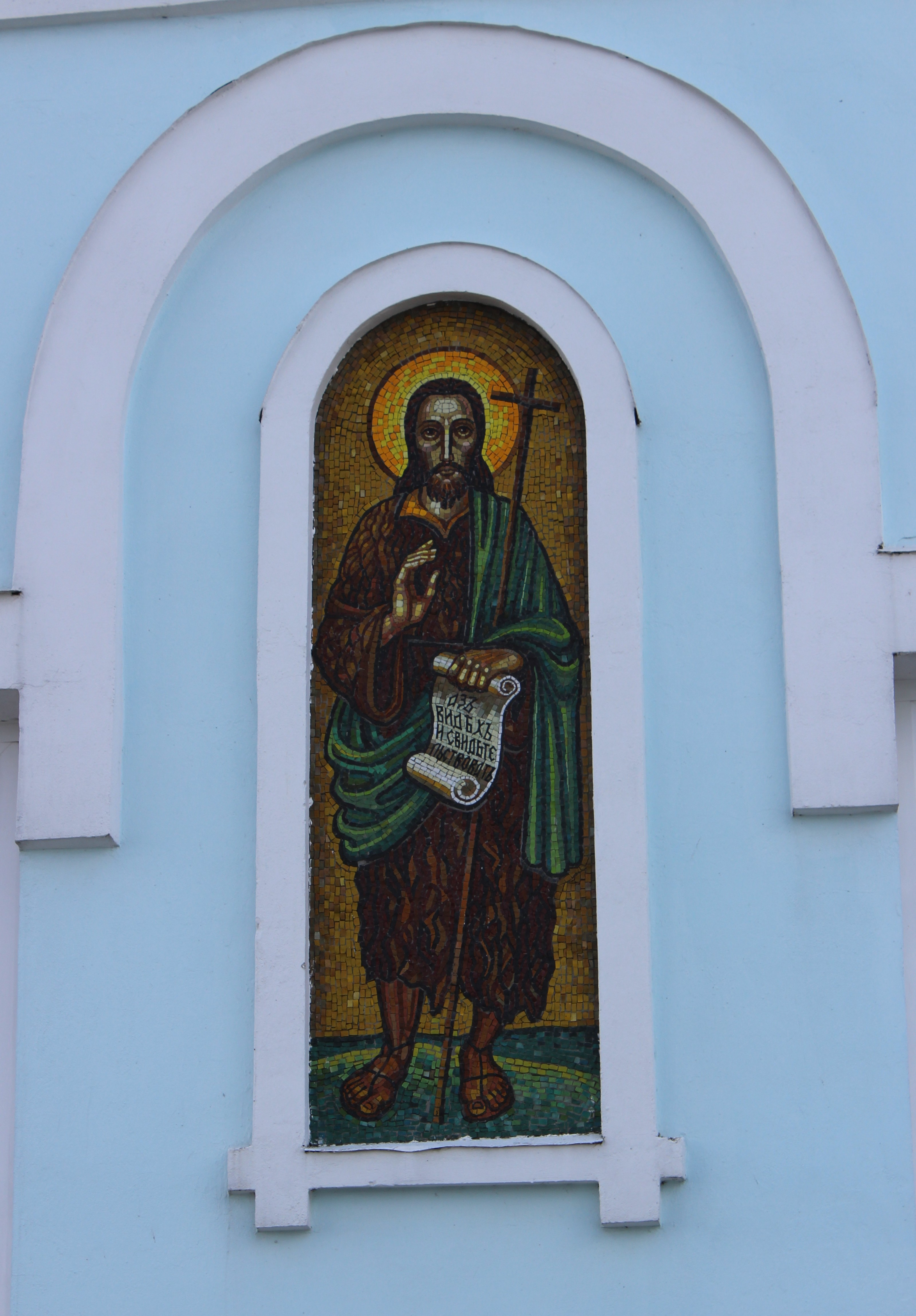
Мозаика на фасаде храма
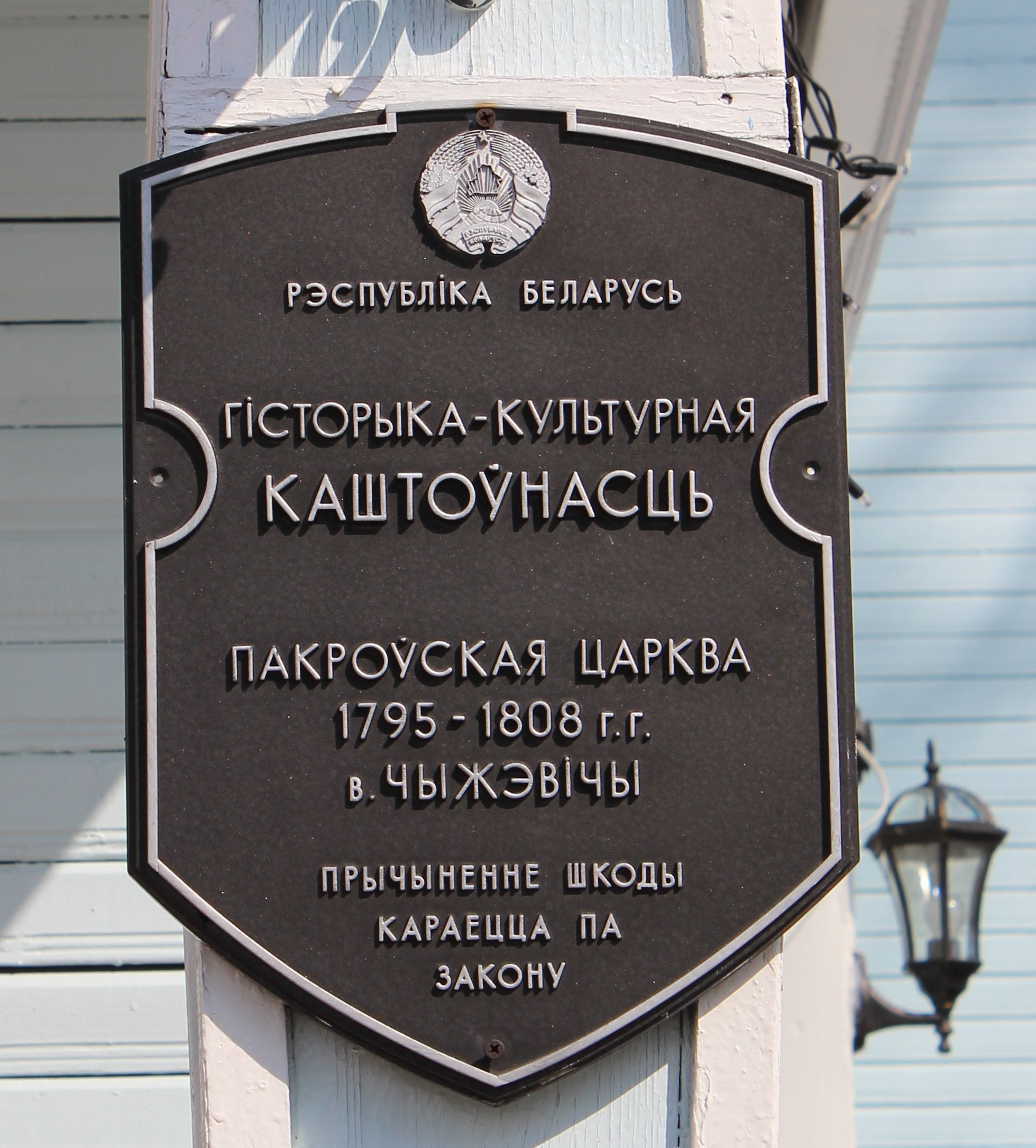
Табличка у входа в храм
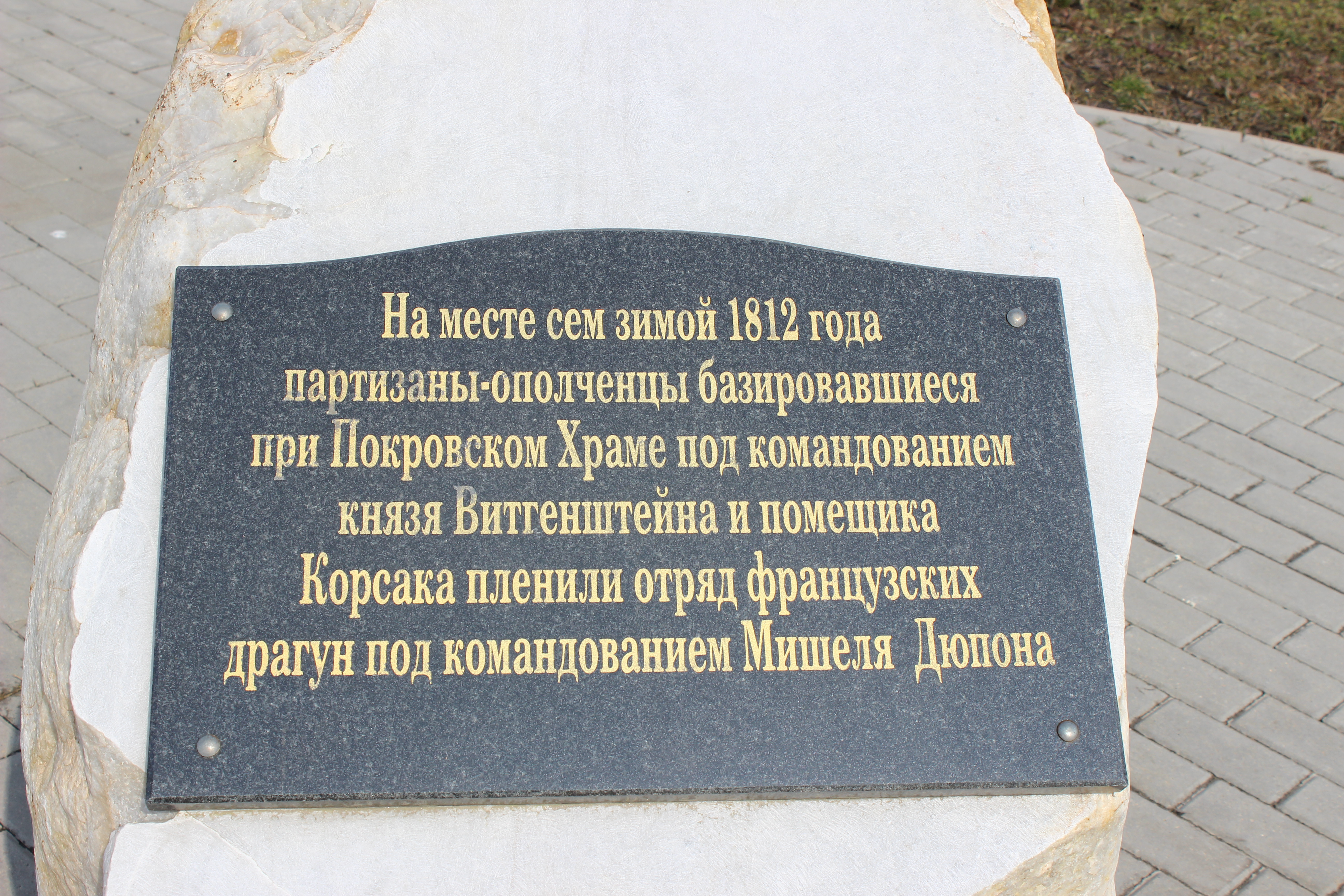
Памятный камень с табличкой возле Свято - Покровского храма